# 春の踊り -花の宝塚-
『春の踊り』-花の宝塚-（はるのおどり はなのたからづか）は宝塚歌劇団の舞台作品。
2部28場。併演作品のない一本立ての作品。

## 解説
※『宝塚劇場100年史（舞台編）』の宝塚大劇場公演のデータを参照
日本物と西洋物を混ぜて、踊りだけでなく芝居や寸劇なども取り入れた作品。御製「みやまきりしま」での雅楽調の踊りや、当時の皇太子・上皇明仁の渡欧を祝して、皇太子と高松・三笠両妃の歌を舞台に扱った"船出"など、舞台で御製を扱った。
4月の初舞台生は5月の花組公演にも引き続き、全員出演した。
花組では海外公演の試作品であり、一部内容を変更している。

## 公演データ
月組
- 1953年4月1日 - 4月29日　宝塚大劇場
- 形式名は「国際演劇月参加作品 皇太子殿下御渡欧記念 グランド・レビュー」

花組
- 1953年5月1日 - 5月31日　宝塚大劇場
- 形式名は「皇太子殿下御渡欧記念 グランド・レビュー」

## スタッフ
- 作・演出：白井鐵造[1]
- 作詞考証：小野晴通[1][2]
- 音楽[2]：山根久雄、高橋廉、堤五郎、中井光晴、森安勝
- 振付[2]：錢谷信昭、玉田祐三、渡辺武雄
- 装置[2]：荒島鶴吉、黒田利邦、渡辺正男、岡本保、近藤幸一
- 衣装[2]：小西松茂、平尾文男
- 照明：北辻芳一[2]